# 맥스 윙클러

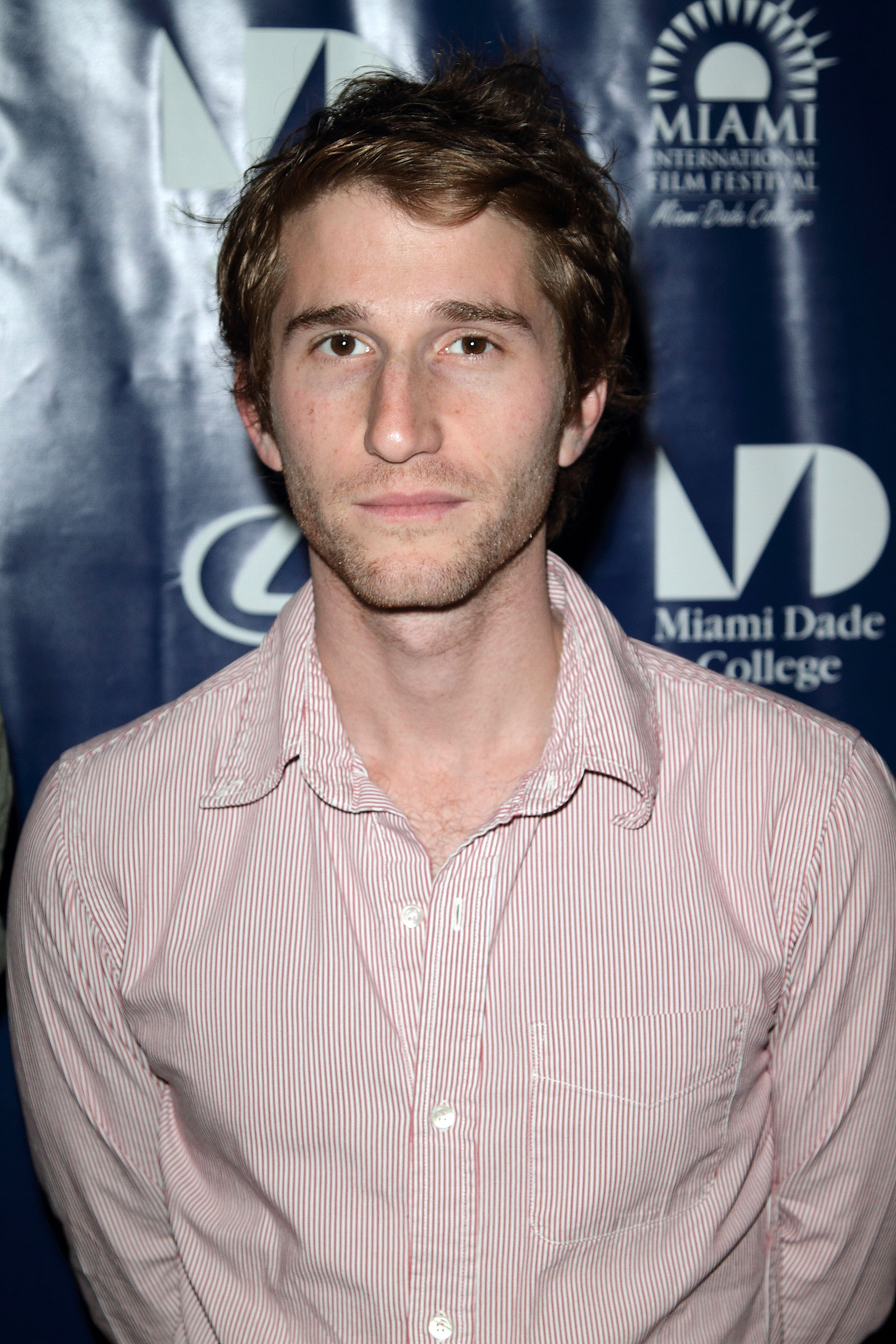

맥스 윙클러(Max Winkler, 1983년 8월 18일 ~ )는 미국의 영화 감독, 배우, 텔레비전 배우, 각본가, 텔레비전 감독이다.
로스앤젤레스에서 태어났다.

## 영화
- 정글랜드 (2019년)
- 매직 캠프 (2018년)
- 플라워 (2017년)
- 세레모니 (2010년)
- 사고뭉치 형사 (1993년)